# 日達
日達（にったつ、1902年4月15日 - 1979年7月22日）は、日蓮正宗の大石寺第66世の法主。細井姓。阿闍梨号は妙観。道号は精道。1959年登座。

## 略歴
- 1902年（明治35年）4月15日、東京市京橋区で誕生。
- 1910年（明治43年）8月12日、総本山第57世日正を師範として得度。
- 1936年（昭和11年）、本伝寺（大阪府堺市）住職、
- 1939年（昭和14年）、長男・細井珪道（元宗会議長、元東京・常在寺住職、2010年死去）が誕生。
- 1941年（昭和16年）、常在寺（東京都豊島区池袋）の住職となる。
- 1946年（昭和21年）、宗務院庶務部長に就任。
- 1956年（昭和31年）、総監に就任。
- 1959年（昭和34年）、11月15日、第65世日淳より「血脈相承」を受ける。17日、日淳の死去にともない、12月2日、日蓮正宗管長・大石寺住職、法主に就任。
- 1961年（昭和36年）11月、宗祖・日蓮680遠忌法要を執行。大石寺三師塔東大塔建立。同年、大石寺塔中本種坊を創設。
- 1962年（昭和37年）4月15日、還暦を迎える。
- 1963年（昭和38年）3月、大石寺塔中遠信坊を再興。
- 1964年（昭和39年）3月、大石寺塔中雪山坊を再建新築。同年4月、大石寺客殿（本門大客殿）を再建新築。同年、大石寺塔中妙遠坊を創設。
- 1967年（昭和42年）12月、大石寺塔中本住坊再建新築（9月1日に本尊を書写）。
- 1969年（昭和44年）11月、大石寺塔中妙泉坊、妙住坊を創設（8月に本尊を書写）
- 1972年（昭和47年）4月15日、古稀を迎える。
- 同年7月、大石寺塔中百貫坊再建新築（5月28日に本尊を書写）。
- 同年10月、大石寺に正本堂を建立、大石寺常来坊、常灯坊を創設。
- 1977年（昭和52年）3月、大石寺塔中理境坊再建新築。
- 1978年（昭和53年）4月15日、第67世日顕に血脈相承。
- 1978年6月、大石寺塔中遠寿坊を創設（前年10月に本尊を書写）。
- 1979年（昭和54年）4月15日、喜寿を迎える。
- 同年7月22日丑寅の時刻、（医師不在により公式では早朝5時05分）フジヤマ病院にて、腸機能不全により、死去。